# Teoria da história cíclica
A Teoria da História Cíclica (ou Teorias do Ciclo Social) está entre as primeiras teorias sociais da sociologia, comumente associadas a ideia de historicidade cíclica. Ao contrário da teoria do evolucionismo social, que vê a evolução da sociedade e da história humana como progredindo em algumas novas e únicas direções, a teoria do ciclo sociológico argumenta que eventos e estágios da sociedade e da história geralmente se repetem em ciclos. Tal teoria não implica necessariamente que não possa haver nenhum progresso social. Na teoria inicial de Sima Qian e nas teorias mais recentes de ciclos político-demográficos de longo prazo ("seculares"), bem como na Teoria Varnic de P.R. Sarkar sobre um suposto progresso social evidente, na história.

## Precursores históricos
A interpretação da história como ciclos repetidos da Idade das Trevas e da Era Dourada era uma crença comum entre as culturas antigas. A visão cíclica mais limitada da história definida como ciclos repetitivos de eventos foi apresentada no mundo acadêmico no século XIX na historiosofia (um ramo da historiografia) e é um conceito que se enquadra na categoria de sociologia. No entanto, Políbio, Ibne Caldune e Giambattista Vico podem ser vistos como precursores desta análise. O Saeculum foi identificado na época romana, ou seja, da circularidade de eventos e fatos históricos. Nos últimos tempos, P.R. Sarkar em sua Teoria do Ciclo Social tem usado essa ideia para elaborar sua interpretação da história.

## Teorias doséculo XIXe XX
Entre os historiadores proeminentes, o filósofo russo Nikolai Danilewski (1822-1885) é importante. Em Rossiia i Evropa (Rússia e Europa, de 1869) ele diferenciou várias civilizações menores (egípcia, chinesa, persa, grega, romana, alemã e eslava, entre outras). Ele escreveu que cada civilização tem um ciclo de vida e, no final do século XIX, a civilização romano-germânica estava em declínio, enquanto a civilização eslava se aproximava de sua Idade de Ouro. Uma teoria semelhante foi apresentada por Oswald Spengler (1880-1936), que em seu Der Untergang des Abendlandes (1918) também argumentou que a civilização ocidental havia entrado em sua fase final de desenvolvimento e seu declínio era inevitável.
A primeira teoria do ciclo social em sociologia foi criada pelo sociólogo e economista italiano Vilfredo Pareto (1848-1923) em seu Trattato di Sociologia Generale (1916). Ele centrou sua teoria no conceito de uma classe social de elite, que ele dividiu em 'raposas' astutas e 'leões' violentos. Em sua visão da sociedade, o poder passa constantemente das 'raposas' para os 'leões' e vice-versa.
A teoria do ciclo sociológico também foi desenvolvida por Pitirim A. Sorokin (1889-1968) em seu Social and Cultural Dynamics (1937, 1943). Ele classificou as sociedades de acordo com sua 'mentalidade cultural', que pode ser ideacional (a realidade é espiritual), sensata (a realidade é material) ou idealista (uma síntese das duas). Ele interpretou o Ocidente contemporâneo como uma civilização sensata dedicada ao progresso tecnológico e profetizou sua queda na decadência e o surgimento de uma nova era ideacional ou idealista.
Alexandre Deulofeu (1903-1978) desenvolveu um modelo matemático de ciclos sociais que ele afirmou se encaixar em fatos históricos. Ele argumentou que civilizações e impérios passam por ciclos em seu livro Matemática da História (em catalão, publicado em 1951). Ele afirma que cada civilização passa por um mínimo de três ciclos de 1700 anos. Como parte das civilizações, os impérios têm uma vida útil média de 550 anos. Ele também afirmou que, conhecendo a natureza desses ciclos, poderia ser possível modificar os ciclos de tal forma que a mudança pudesse ser pacífica em vez de levar à guerra. Deulofeu acredita ter encontrado a origem da arte românica, durante o século IX, em uma área entre Empordà e Russilhão, que ele argumentou foi o berço do segundo ciclo da civilização da Europa Ocidental.

## Expressões literárias
Grande parte da ficção pós-apocalíptica retrata vários tipos de história cíclica, com representações da civilização entrando em colapso e sendo lentamente reconstruída novamente para entrar em colapso novamente e assim por diante.
Um dos primeiros exemplos é o romance satírico de Anatole France, de 1908, Penguin Island (francês: L'Île des Pingouins), que traça a história da Penguinia — um análogo mal disfarçado da França - desde os tempos medievais até os tempos modernos e em um futuro de um monstruoso super-cidade - que eventualmente entra em colapso. Isto é seguido por um feudalismo renovado e uma sociedade agrária, e uma construção gradual de uma civilização cada vez mais avançada – culminando com uma nova super-cidade monstruosa que eventualmente entraria em colapso novamente, e assim por diante.
Um exemplo posterior é Um Cântico para Leibowitz , de Walter M. Miller Jr., que começa após uma devastadora guerra nuclear, com a Igreja Católica buscando preservar um remanescente de textos antigos (como fez na histórica Idade Média), e termina com uma nova civilização, construída ao longo de dois mil anos, mais uma vez se destruindo em uma guerra nuclear – e um novo grupo de clérigos católicos mais uma vez partindo para preservar um remanescente de conhecimento civilizado.
No futuro retratado em October, o primeiro é tarde demais, um romance de ficção científica de 1966 do astrofísico Fred Hoyle, os protagonistas sobrevoam onde esperavam ver os Estados Unidos, mas não veem sinal de civilização urbana. A princípio, supondo que eles estavam no passado pré-1750, eles descobriram mais tarde que era um tempo futuro. A humanidade está condenada a passar por repetidos ciclos de industrialização, superpopulação, colapso – seguidos de reconstrução, e depois novamente industrialização, superpopulação e colapso e assim por diante, repetidamente. No futuro distante, uma civilização que está ciente dessa história não quer mais progresso.

## Teorias contemporâneas
Uma das descobertas recentes mais importantes no estudo dos processos sociais dinâmicos de longo prazo foi a descoberta dos ciclos político-demográficos como uma característica básica da dinâmica dos sistemas agrários complexos. A presença de ciclos político-demográficos na história pré-moderna da Europa e da China, e nas sociedades em nível de liderança mundial é conhecida há bastante tempo, e já na década de 1980 modelos matemáticos mais ou menos desenvolvidos de ciclos demográficos começaram a ser produzidos (em primeiro lugar para os " ciclos dinásticos " chineses) (Usher 1989). Atualmente, há um número considerável de tais modelos (Chu e Lee 1994; Nefedov 1999, 2002, 2003, 2004; S. Malkov, Kovalev e A. Malkov 2000; S. Malkov e A. Malkov 2000; Malkov e Sergeev 2002, 2004a, 2004b; Malkov et al. 2002; Malkov 2002, 2003, 2004;Turchin 2003, 2005a; Korotayev et ai. 2006).

### Teoria do ciclo longo
George Modelski, que apresentou suas ideias no livro Long Cycles in World Politics (1987), é o principal arquiteto da teoria do ciclo longo. A teoria do ciclo longo descreve a conexão entre os ciclos de guerra, a supremacia econômica e os aspectos políticos da liderança mundial. Ciclos longos, ou ondas longas, oferecem perspectivas sobre a política global ao permitir "a exploração cuidadosa das maneiras pelas quais as guerras mundiais se repetiram, e estados líderes como a Grã-Bretanha e os Estados Unidos se sucederam de maneira ordenada". Não deve ser confundido com a ideia de Simon Kuznets de ciclos longos, ou oscilações longas, ciclos longos de política global são padrões da política mundial passada.
O ciclo longo, segundo o Dr. Dan Cox, é um período de tempo que dura aproximadamente 70 a 100 anos. Ao final desse período, "o título de nação mais poderosa do mundo troca de mãos". Modelski divide o ciclo longo em quatro fases. Quando períodos de guerra global, que podem durar até um quarto do longo ciclo total, são considerados, o ciclo pode durar de 87 a 122 anos.
Muitas teorias tradicionais de relações internacionais, incluindo outras abordagens à hegemonia, acreditam que a natureza básica do sistema internacional é a anarquia. A teoria do ciclo longo de Modelski, no entanto, afirma que a guerra e outros eventos desestabilizadores são um produto natural do ciclo longo e do ciclo do sistema global maior. Eles são parte dos processos vivos da política global e da ordem social. As guerras são "decisões sistêmicas" que "pontuam o movimento do sistema em intervalos regulares". Porque "a política mundial não é um processo aleatório de acertar ou errar, ganhar ou perder, dependendo da sorte do sorteio ou da força bruta dos competidores", a anarquia não desempenha um papel; longos ciclos forneceram, nos últimos cinco séculos, um meio para a seleção e operação sucessiva de numerosos líderes mundiais.
Modelski costumava acreditar que os ciclos longos eram um produto do período moderno. Ele sugere que os cinco longos ciclos, que ocorreram desde cerca de 1500, são cada um parte de um ciclo de sistema global maior, ou o sistema mundial moderno. Sob os termos da teoria do ciclo longo, cinco ciclos longos hegemônicos ocorreram, cada um fortemente correlacionado com as Ondas Kondratiev econômicas (ou K-Waves). A primeiro hegemonia teria sido Portugal durante o século XVI, depois os Países Baixos durante o século XVII. Em seguida, a Grã-Bretanha a teve por duas vezes, primeiro durante o século XVIII, depois durante o século XIX. Os Estados Unidos têm sido hegemônicos desde o fim da Segunda Guerra Mundial.
Em 1988, Joshua S Goldstein avançou o conceito da crise política da meia-idade em seu livro sobre " teoria do ciclo longo ", Long Cycles: Prosperity and War in the Modern Age , que oferece quatro exemplos do processo:
- O Império Britânico e a Guerra da Crimeia (1853-1856): Um século após o lançamento bem-sucedido da Revolução Industrial pela Grã-Bretanha, e após o subsequente boom ferroviário britânico de 1815-1853, a Grã-Bretanha, na Guerra da Crimeia, atacou o Império Russo, que foi percebido como uma ameaça para a Índia britânica e para as rotas comerciais do Mediterrâneo oriental para a Índia. A Guerra da Crimeia destacou o estado precário do Exército Britânico, que foi então abordado, e a Grã-Bretanha concentrou-se na expansão colonial e não participou mais das guerras europeias até a eclosão da Primeira Guerra Mundial em 1914.[12]
- O Império Alemão e a Primeira Guerra Mundial (1914-1918): Sob o chanceler Otto von Bismarck, a Alemanha foi unificada entre 1864 e 1871, vendo a seguir 40 anos de rápida expansão industrial, militar e colonial. Em 1914, o Plano Schlieffen para conquistar a França em oito semanas deveria ter sido seguido pela subjugação do Império Russo, deixando a Alemanha como mestre da Mitteleuropa (Europa Central). No evento, França, Grã- Bretanha, Rússia e Estados Unidos lutaram contra a Alemanha até a paralisação, a derrota e um humilhante acordo de paz (Tratado de Versalhes - 1919) e o estabelecimento da instável República de Weimar da Alemanha (1919-1933), em um prelúdio da Segunda Guerra Mundial.[12]
- A União Soviética e a Crise dos Mísseis de Cuba (1962): A União Soviética se industrializou rapidamente sob Joseph Stalin e, após a Segunda Guerra Mundial, tornou-se uma superpotência nuclear rival dos Estados Unidos. Em 1962, o primeiro-ministro soviético Nikita Khrushchev, com a intenção de garantir a paridade estratégica com os Estados Unidos, secretamente, com o apoio de Fidel Castro, enviou mísseis nucleares para a Cuba de Castro, a 70 milhas do estado americano da Flórida. O Presidente dos EUA John F. Kennedy bloqueou a ilha de Cuba e negociou a remoção dos mísseis soviéticos de Cuba (em troca da posterior remoção dos mísseis americanos Júpiter da Turquia).[12]
- Os Estados Unidos e a Guerra do Vietnã (1955-1975): Durante a Segunda Guerra Mundial e o período pós-guerra que se seguiu, os Estados Unidos expandiram muito suas capacidades e indústrias militares. Depois que a França, apoiada financeiramente pelos EUA, foi derrotada no Vietnã em 1954 e esse país foi temporariamente dividido em Vietnã do Norte e Vietnã do Sul sob os Acordos de Genebra de 1954; e quando a guerra irrompeu entre o Norte e o Sul após a recusa do presidente do Vietnã do Sul, Ngo Dinh Diem, em permitir eleições em todo o Vietnã em 1956, conforme estipulado nos Acordos de Genebra, o partido ideologicamente anticomunista. Nesse contexto, os Estados Unidos apoiaram o Vietnã do Sul com material em uma guerra por procuração da Guerra Fria e, gradualmente, permitiram-se ser arrastados para a luta perdida do Vietnã do Sul contra o Vietnã do Norte comunista e os vietcongues atuando no Vietnã do Sul. Em última análise, após a derrota do Vietnã do Sul e dos Estados Unidos, a crença do governo dos EUA de que a derrota do Vietnã do Sul resultaria em todos os remanescentes do Sudeste Asiático "tornando-se comunistas" (como proclamado pela " teoria do dominó " dos EUA), provou ser errônea.[12]

### Ondas de Kondratiev
Na economia, as ondas de Kondratiev (também chamadas de superciclos, grandes ondas, ondas longas, ondas K ou o longo ciclo econômico) são fenômenos hipotéticos semelhantes a ciclos na economia mundial moderna. Afirma-se que o período de uma onda varia de quarenta a sessenta anos, os ciclos consistem em intervalos alternados de alto crescimento setorial e intervalos de crescimento relativamente lento. Tais teorias são rejeitadas pela maioria dos economistas com base em análises econométricas que descobriram que as recessões são eventos essencialmente aleatórios, e a probabilidade de uma recessão não mostra nenhum tipo de padrão ao longo do tempo. Apesar do uso frequente do termo ciclos de negócios para se referir a mudanças em uma economia em torno de sua linha de tendência, a frase é considerada imprópria. É amplamente aceito que as flutuações na atividade econômica não apresentam nenhum tipo de repetição previsível ao longo do tempo, e o aparecimento de ciclos é resultado da pareidolia.

### Teoria dos ciclos seculares
Recentemente, as contribuições mais importantes para o desenvolvimento dos modelos matemáticos de ciclos sociodemográficos de longo prazo ("seculares") foram feitas por Sergey Nefedov, Peter Turchin, Andrey Korotayev e Sergey Malkov. O importante é que, com base em seus modelos, Nefedov, Turchin e Malkov conseguiram demonstrar que os ciclos sociodemográficos eram uma característica básica de sistemas agrários complexos (e não um fenômeno especificamente chinês ou europeu).
A lógica básica desses modelos é a seguinte:
- Depois que a população atinge o teto da capacidade de suporte da terra, sua taxa de crescimento diminui para valores próximos de zero.
- O sistema experimenta um estresse significativo com declínio nos padrões de vida da população comum, aumento da gravidade das fomes, rebeliões crescentes etc.
- Como foi mostrado por Nefedov, os sistemas agrários mais complexos tinham reservas consideráveis para estabilidade, no entanto, dentro de 50-150 anos essas reservas foram geralmente esgotadas e o sistema experimentou um colapso demográfico (uma catástrofe malthusiana), quando fomes cada vez mais severas, epidemias, aumento de guerras internas e outros desastres levaram a um declínio considerável da população.
- Como resultado desse colapso, os recursos livres tornaram-se disponíveis, a produção e o consumo per capita aumentaram consideravelmente, o crescimento populacional foi retomado e iniciou-se um novo ciclo sociodemográfico.

Tornou-se possível modelar matematicamente essas dinâmicas de maneira bastante eficaz. Note-se que as teorias modernas dos ciclos político-demográficos não negam a presença de dinâmicas de tendência e procuram estudar a interação entre componentes cíclicos e de tendência da dinâmica histórica. Os modelos têm duas fases principais, cada uma com duas sub-fases:
- Fase integrativa[17]
  - Expansão (crescimento)
  - Estagflação (compressão)
- Fase desintegrativa[17]
  - Fase de crise (detalhamento do estado)
  - Depressão / interciclo

Um interciclo é onde um estado funcional entra em colapso e leva algum tempo para reconstruir.
| Funcionalidade                           | Fase integrativa               | Fase integrativa                            | Fase desintegrativa                          | Fase desintegrativa                                            |
| Funcionalidade                           | Fase de expansão (crescimento) | Fase de estagflação (compressão)            | Fase de crise (detalhamento do estado)       | Depressão / Interciclo                                         |
| ---------------------------------------- | ------------------------------ | ------------------------------------------- | -------------------------------------------- | -------------------------------------------------------------- |
| População                                | Aumenta                        | Aumento lento                               | Diminui                                      | Diminuição lenta                                               |
| Elites                                   | Baixa população e consumo      | Aumento da população e competição e consumo | Alta população, conflitos, alta desigualdade | Redução da população, mobilidade descendente, consumo reduzido |
| Força do Estado e solidariedade coletiva | Aumentando                     | Alto, mas decrescente                       | Colapso                                      | Tentativas de reconstrução                                     |
| Instabilidade sociopolítica              | Baixo                          | Aumentando                                  | Alto                                         | Decrescente                                                    |

As fases desintegrativas normalmente não têm desordem contínua, mas sim períodos de conflito alternando com períodos relativamente pacíficos. Essa alternância normalmente tem um período de cerca de duas gerações humanas (40 a 60 anos), e Turchin chama isso de ciclo de "pais e filhos" (ou geracional).

### Teoria da quarta virada
A teoria geracional de Strauss-Howe, também conhecida como a teoria da Quarta Virada ou simplesmente a Quarta Virada, que foi criada pelos autores William Strauss e Neil Howe, descreve um ciclo de geração recorrente teorizado na história americana . De acordo com a teoria, os eventos históricos estão associados a personas geracionais recorrentes (arquétipos). Cada persona geracional desencadeia uma nova era (chamada de virada) na qual existe um novo clima social, político e econômico. As viradas tendem a durar cerca de 20 a 22 anos. Eles fazem parte de um "saeculum" cíclico maior (uma longa vida humana, que geralmente se estende entre 80 e 90 anos, embora alguns saeculum duraram mais). A teoria afirma que após cada saeculum, uma crise se repete na história americana, que é seguida por uma recuperação (alta). Durante esta recuperação, as instituições e os valores comunitários são fortalecidos. Em última análise, os arquétipos geracionais que se sucedem atacam e enfraquecem as instituições em nome da autonomia e do individualismo, o que acaba criando um ambiente político tumultuado que amadurece as condições para outra crise.

### Ciclos liberal-conservadores de Schlesinger da história dos Estados Unidos
A teoria cíclica (história dos Estados Unidos) é uma teoria da história dos Estados Unidos desenvolvida por Arthur M. Schlesinger Sr. e Arthur M. Schlesinger Jr. Ela afirma que a história dos Estados Unidos alterna entre dois tipos de fases: (a) Liberal, democracia crescente, propósito público, direitos humanos, preocupação com os erros de muitos. (b) Conservador, contendo democracia, interesse privado, direitos de propriedade, preocupação com os direitos de poucos. Cada tipo de fase gera a outra. As fases liberais geram fases conservadoras do esgotamento do ativismo, e as fases conservadoras geram fases liberais do acúmulo de problemas não resolvidos.

### Episódios nacionalistas de Huntington da história dos Estados Unidos
O historiador Samuel P. Huntington propôs que a história americana teve várias explosões de nacionalismo (creedal-passion) aproximadamente a cada 60 anos. Esses são esforços para aproximar o governo americano do "credo americano" de ser "igualitário, participativo, aberto, não coercitivo e responsivo às demandas de indivíduos e grupos".

### Sistemas do Partido dos Estados Unidos
Os Estados Unidos tiveram seis sistemas partidários ao longo de sua história. Cada um é uma plataforma característica e um conjunto de círculos eleitorais de cada um dos dois principais partidos. Um novo sistema partidário surge de uma explosão de reformas e, em alguns casos, da desintegração de um partido no sistema anterior (1.º: Federalista, 2.º: Whig).

### Stephen Skowronek - Estados Unidos Regimes e Tipos de Presidência
O cientista político Stephen Skowronek propôs que a história americana passou por vários regimes, com quatro tipos principais de presidências. Cada regime tem um partido dominante e um partido de oposição. O presidente envolvido em iniciá-lo é um "reconstrutivo", e os sucessores do presidente no partido dominante são "articuladores". No entanto, os presidentes dos partidos de oposição são muitas vezes eleitos, "preventivos". Um regime termina com um ou dois presidentes de seu partido dominante, um presidente "disjuntivo".

### Ciclos de Klingberg da política externa dos Estados Unidos
Frank Klingberg propôs uma teoria cíclica da política externa dos EUA. Ele afirma que os EUA alternam entre fases extrovertidas, fases envolvendo aventuras militares, desafiando outras nações e anexando território, e fases introvertidas, fases com ausência dessas atividades.

## Literatura Sugerida (em inglês)
- Chu, C. Y. C., and R. D. Lee. (1994) Famine, Revolt, and the Dynastic Cycle: Population Dynamics in Historic China. Journal of Population Economics 7: 351–78.
- Fischer, David Hackett (1996). The Great Wave: Price Revolutions and the Rhythm of History. Oxford and New York: Oxford University Press. ISBN 019512121X for 1999 paperback reprint.
- Johan Galtung and Sohail Inayatullah, Macrohistory and Macrohistorians: Perspectives on Individual, Social, and Civilizational Change, Praeger Publishers, 1997, ISBN 0-275-95755-1.
- Sohail Inayatullah, Understanding P. R. Sarkar: The Indian Episteme, Macrohistory and Transformative Knowledge, Brill Academic Publishers, 2002, ISBN 90-04-12842-5.
- Korotayev A., Malkov A., & Khaltourina D. (2006) Introduction to Social Macrodynamics: Secular Cycles and Millennial Trends. Moscow: URSS. ISBN 5-484-00559-0. Chapter 4.
- Korotayev, A. & Khaltourina D. (2006) Introduction to Social Macrodynamics: Secular Cycles and Millennial Trends in Africa. Moscow: URSS. ISBN 5-484-00560-4
- Nefedov, S. A. (2003) A Theory of Demographic Cycles and the Social Evolution of Ancient and Medieval Oriental Societies. Oriens 3: 5–22.
- Nefedov, S. A. (2004) A Model of Demographic Cycles in Traditional Societies: The Case of Ancient China. Social Evolution & History 3(1): 69–80.
- Postan, M. M. (1973) Essays on Medieval Agriculture and General Problems of the Medieval Economy. Cambridge: Cambridge University Press.
- Prabhat Rainjan Sarkar (1967) Human Society-2, Ananda Marga Publications, Anandanagar, P.O. Baglata, Dist. Purulia, West Bengal, India.
- Tainter, Joseph, The Collapse of Complex Civilizations.
- Turchin, P. (2003) Historical Dynamics: Why States Rise and Fall. Princeton, NJ: Princeton University Press.
- Turchin, P. (2005) Dynamical Feedbacks between Population Growth and Sociopolitical Instability in Agrarian States. Structure & Dynamics 1 Dynamical Feedbacks between Population Growth and Sociopolitical Instability in Agrarian States.
- Turchin, P., et al., eds. (2007) History & Mathematics: Historical Dynamics and Development of Complex Societies. Moscow: KomKniga. ISBN 5-484-01002-0
- Trends and Cycles, Keldysh Institute of Applied Mathematics, 2014.
- Usher, D. (1989) The Dynastic Cycle and the Stationary State. The American Economic Review 79: 1031–44.